# Höhenhirnödem
Ein Höhenhirnödem (abgekürzt HACE, von engl. high-altitude cerebral edema) ist eine gefährliche seröse Flüssigkeitseinlagerung oder -ansammlung im Gehirn, von der Bergsteiger betroffen werden können. Der Schädel kann sich aufgrund seiner knöchernen Struktur nicht ausdehnen und es kommt zu einem gefährlichen Druckanstieg im Gehirn. Es kommt zum Höhenrausch und zum Höhenkoller. Wenn nicht sofortige Therapiemaßnahmen ergriffen werden, endet das Höhenhirnödem meist tödlich. In Kombination mit einem Höhenlungenödem (HAPE) ist die Sterblichkeitsrate besonders hoch.

## Vorkommen und Risikofaktoren
Die Häufigkeit wird zwischen einer Höhe von 4200 bis 5500 m mit 0,5 % bis 1 % angegeben, eine Studie zum Kilimandscharo fand jedoch nur eine Häufigkeit von 0,022 % bis 0,026 % der Bergsteiger. Je nach Erhebungsart (Fragebögen, Daten aus umliegenden Krankenhäusern) und genauer Definition des Höhenhirnödems (basierend auf Angaben des Patienten oder gesichert durch eine Bildgebung) schwankt die Häufigkeit.
Risikofaktoren sind ein verminderter Sauerstoffpartialdruck im Blut vor Bergbesteigung, eine Höhenüberwindung von mehr als 500 m/Tag und Höhen über 4000 m. Vorangegangene Höhenkrankheiten bei anderen Aufstiegen erhöhen ebenfalls das Risiko. Der wichtigste Risikofaktor ist jedoch die akute Höhenkrankheit, weil sich so gut wie alle Höhenhirnödeme aus einer Höhenkrankheit entwickeln.
In sehr seltenen Fällen kann ein Höhenhirnödem auch bei Höhen von weniger als 3000 m auftreten.

## Pathophysiologie
Die Gefahr liegt im reduzierten Partialdruck von Sauerstoff (hypobare Hypoxie) in großen Höhen. Auf Niveau des Meeresspiegels beträgt der Sauerstoffpartialdruck in der eingeatmeten Luft in der Lunge 149 mmHg (entspricht 198 mbar), wohingegen auf dem Gipfel des Mount Everest der Partialdruck nur 42 mmHg (55 mbar) beträgt. Der Körper versucht nun über verschiedene Mechanismen ausreichend Sauerstoff in die Zellen zu bekommen. Wie diese Anpassungen oder Fehlanpassungen zu einem Hirnödem führen, ist noch unklar. Folgende Vorgänge werden diskutiert:
- gestörte Anpassung der Atmung mit reduziertem Sauerstoffpartialdruck und erhöhtem Kohlenstoffdioxidpartialdruck im Blut führt zu einer verstärkten Durchblutung des Gehirns und damit zu mehr Volumen durch das vermehrte Blut und einem Druckanstieg.[6]
- "tight-fit-Hypothese: Wenn das Gehirn das Innere des Schädels fast vollständig ausfüllt, erhöht sich der Druck im Schädel bei geringer Ausdehnung des Gehirns bereits stark, weil die Volumenausdehnung des Gehirns nicht durch Verschiebung von Blut oder Nervenwasser aus dem Schädel ausgeglichen werden kann. Dies entspricht der Monro-Kellie-Doktrin. Individuen mit einem relativ zum Schädel großen Gehirn würden also bei geringer Ausdehnung des Gehirns bereits ausgeprägte Symptome entwickeln. Die Beweislage hierfür ist jedoch gering: Bei drei Probanden wurden Messungen des intrakraniellen Drucks in 5030 m Höhe durchgeführt, was ein nicht statistisch signifikantes Ergebnis für die Hypothese ergab.[7] In anderen Arbeiten konnte hingegen kein Zusammenhang zwischen relativer Hirngröße und Druckerhöhung durch Hypoxie gezeigt werden.[8]
- weiter werden Störungen der Flüssigkeitsregulation vermutet, die zu einer vermehrten Flüssigkeitsansammlung im Hirngewebe führt.[9]
- auf molekularer Ebene wird Inflammation oder übermäßige Ausschüttung von Vascular Endothelial Growth Factor verdächtigt, die zu einer gestörten Blut-Hirn-Schranke mit begleitender Ödematisierung des Hirngewebes führt.[10]

Die oben geschilderten Vorgänge führen zu einer Wassereinlagerung im Hirngewebe mit Druckanstieg im Schädel und damit direkten Schädigung des Gehirns durch den erhöhten Druck. Zunächst aktivieren sich Schmerzrezeptoren und Kopfschmerz entsteht. Nach und nach fallen mehr Hirnfunktionen aus, bis man in ein Koma fällt. Hält der erhöhte Druck an, sterben letztlich Nervenzellen ab und das Gehirn geht irreversibel zugrunde.
Das Höhenhirnödem tritt auch bei anderen Säugetieren auf, was die Forschung an Mäusen beweist. Interessanterweise kann die Streifengans bis 9000 m aufsteigen ohne ein Höhenhirnödem zu entwickeln, was durch eine spezielle Anpassung des Sauerstofftransportproteins Hämoglobin ermöglicht wird.

## Symptome
Das Leitsymptom des Höhenhirnödems ist die Ataxie, die insbesondere den Rumpf betrifft und beispielsweise das Gehen auf einer imaginären Linie erschwert. Eine Extremitätenataxie, wie man sie mit dem Finger-Nase-Versuch überprüft, liegt jedoch hingegen meist nicht vor. Dieses Auftreten von Bewegungsstörungen ist ein wichtiges Anzeichen für den Übergang von der akuten Höhenkrankheit in ein Höhenhirnödem, das sich innerhalb kurzer Zeit aus einer schweren akuten Höhenkrankheit entwickeln kann. Die Symptome schreiten bei fehlender Therapie fort.
Weitere Symptome sind:
- schwerste Kopfschmerzen mit teilweise Lichtscheue
- Übelkeit und Erbrechen, Schwindel
- Verwirrung
- Dysarthrie
- Lähmung des sechsten Hirnnervs (Abduzensparese)
- Inkontinenz
- Seh- oder Höreinschränkungen
- Visuelle Halluzinationen
- Bewusstseinsstörungen bis hin zum Koma.

In einer neurologisch-körperlichen Untersuchung finden sich dementsprechend keine spezifischen Zeichen, die ein Höhenhirnödem beweisen. Stauungspapillen, Pyramidenbahnzeichen oder Tonusänderungen der Muskulatur können auftreten.
Manche der Symptome können auch bei einer schweren Unterzuckerung, Dehydratation oder Hypothermie auftreten und mit einem Höhenhirnödem verwechselt werden.
Das Höhenhirnödem lässt sich im MRT nachweisen. Als besonders und spezifisch für ein Höhenhirnödem finden sich Auffälligkeiten im Splenium des Corpus Callosum.

## Therapie
Ziel der Therapie ist die Erhöhung des Sauerstoffgehalts im Blut, damit entspricht die Therapie der einer schweren Höhenkrankheit. Aufgrund des raschen Fortschreitens sollte die Therapie nicht verzögert eingeleitet werden. Der einfachste und schnellste Weg ist der sofortige Abstieg, was damit an erster Stelle bei Verdacht auf ein Höhenhirnödem erfolgen sollte. Der Sauerstoffgehalt kann über die Gabe von reinem Sauerstoff in einem mitgeführten Druckbehälter ebenfalls erhöht werden. Falls ein Abstieg nicht möglich sein sollte und entsprechende Ausrüstung vorhanden ist, bietet sich ein portabler Überdrucksack an.
Medikamentös hilft Dexamethason das Hirnödem im Ausmaß etwas zu reduzieren.
Bei rascher Behandlung und Abstieg bilden sich die Symptome meist wieder zurück. Anhaltende Ausfälle können in wenigen Fällen bestehen bleiben.
Das Höhenhirnödem ist eine präventiv verhinderbare Erkrankung, womit der Vorbeugung große Wichtigkeit zukommt.